# Wysoki Grąd
Wysoki Grąd (niem. Wysockigrund, w latach 1932–1945 Lindengrund) – wieś w Polsce położona w województwie warmińsko-mazurskim, w powiecie szczycieńskim, w gminie Rozogi.
W latach 1975–1998 miejscowość administracyjnie należała do województwa ostrołęckiego.
Wysoki Grąd powstał 3 lutego 1686 r., założony przez Caspra Biebera i Casimira Sadlowskiego. Interesującą postacią z przełomu XVII i XVIII wieku, prowadzącą rozległe interesy, był zasadźca Casper Bieber, posiadał on od 1686 roku w Świętajnie i Wysokim Gruncie, a od 1699 roku karczmę w Rozogach. Ponadto był właścicielem karczm w Farynach, Klonie i Wilamowie. Wieś została założona na 3 włókach i 20 morgach chełmińskich. W 1782 roku wieś liczyła 4 dymy. Wysoki Grąd w 1938 r. liczył 206 mieszkańców, z tego 155 zajmowało się rolnictwem, 15 rzemiosłem, a 1 handlem i usługami. Obecnie (31.12.2007) miejscowość liczy 34 mieszkańców.